# Giennadij Majorow
Giennadij Gieorgijewicz Majorow (ros. Геннадий Георгиевич Майоров; ur. w 1941) – radziecki i rosyjski historyk filozofii, tłumacz, doktor nauk filozoficznych (1982), uhonorowany tytułem „Zasłużony Profesor Uniwersytetu Moskiewskiego”. Obok radzieckich historyków filozofii Wasilija Sokołowa i Igora Narskiego postać Genadija Majorowa zajmuje szczególne miejsce w badaniu i rozpowszechnianiu myśli Leibniza w Rosji.

## Życiorys
W 1965 ukończył studia na wydziale filozofii Moskiewskiego Uniwersytetu Państwowego, gdzie kierownikiem naukowym Majorowa był Walentin Asmus. Potem do 1968 był aspirantem tejże uczelni i po studiach na aspiranturze rozpoczął pracę w Katedrze Historii Filozofii Zagranicznej. Od 1988 jest tam profesorem. We wczesnym okresie swojej działalności naukowej zajmował się badaniem nad filozofią Gottfrieda Leibniza, któremu poświęcił swoją pracę kandydacką pt. „Gnozeologia Gottfrieda W. Leibniza” (ros. Гносеология Готфрида В. Лейбница). Następnie polem zainteresowań badawczych Majorowa stała się przeważnie filozofia starożytna i średniowieczna. Od lat 90. XX w. rozszerzył swoje zainteresowania naukowe o krytyczne rozpatrzenie pochodzenia i istoty filozofii. Na ten temat opublikował książkę „Filozofia jako poszukiwanie Absolutu”.
Obok badań naukowych zajmuje się przekładami literatury filozoficznej, m.in. przetłumaczył z łacińskiego prace Leibniza, Berkeley’a, Boecjusza. We wrześniu 2012 roku został jednym z oficjalnych oponentów (odpowiednik polskich recenzentów krytycznych) Władimira Katasonowa podczas obrony pierwszej w Rosji dysertacji doktorskiej z teologii.

## Wybrane prace
Prace z historii filozofii, w tym książki:
- „Tieorieticzeskaja fiłosofija Lejbnica” (ros. „Теоретическая философия Лейбница” (1973);
- „Etika w sriednije wieka” (ros. „Этика в средние века” (1986):
- „Cyceron i anticznaja fiłosofija rieligii” (ros. „Цицерон и античная философия религии” (1989)[11] .